# Foc (périodique)
Pour les articles homonymes, voir Foc (homonymie).
Foc est une revue de petit format de l'éditeur Jeunesse et Vacances qui a eu six numéros de février 1970 à mai 1971. On y retrouve principalement L'Aigle des Sept Mers de Luigi Grecchi et Ferdinando Corbella, mais aussi Cactus d’Alberico Motta et quelques récits complets...

## Les Séries
- Cactus (Alberico Motta)
- L'Aigle des 7 mers (Luigi Grecchi et Ferdinando Corbella)
- Lucas de Toscane (Alberico Motta)